# Domantas Sabonis
Domantas Sabonis (født d. 3. maj 1996) er en litauisk-amerikansk professionel basketballspiller, som spiller for NBA-holdet Sacramento Kings. Han har været på All-Star holdet tre gange i sin karriere.

## Baggrund
Domantas Sabonis er søn af den litauisk basketballlegende Arvydas Sabonis, og Domantas blev født i Portland, Oregon, imens at hans far spillede for Portland Trail Blazers.

## Før-NBA karriere

### Unicaja
Sabonis begyndte sin karriere hos spanske Unicaja Málaga, hvor han gjorde sin førsteholdsdebut den 5. september 2012 i en alder af 16 år. Over de næste to år etablerede han sig langsomt på holdet, men underskrev aldrig en professionel kontrakt med klubben, da dette ville gøre at han ikke ville kunne spille collegebasketball i USA.

### College
Sabonis fik sit ønske om at spille collegebasketball i USA i 2014, da han kom til Gonzaga University. Han spillede to sæsoner her, før han erklærede sig til 2016 NBA draften.

## NBA-karriere

### Oklahoma City Thunder
Sabonis blev valgt af Orlando Magic med det 11. valg i draften, men blev traded til Oklahoma City Thunder samme aften. Han havde en anonym debutsæson, hvor han hovedsageligt spillede som rotationsspiller.

### Indiana Pacers
Sabonis blev den 6. juni 2017 traded til Indiana Pacers som del af en aftale, der sendte Paul George til Thunder. Han blev givet en større rolle på Pacers holdet, og over de to næster sæsoner så han udvikling, da han gik fra 6 point per kamp i sin debutsæson til 14 per kamp i 2018-19 sæsonen.
Sabonis fik den 21. januar 2020 sin første triple-double, og blev hermed den første litauiske spiller til at have en triple-double i NBA. Han blev i 2019-20 sæsonen for første gang valgt til All-Star holdet. Han kom i 2020-21 sæsonen igen på All-Star holdet, da han blev valgt til at erstatte Kevin Durant, som måtte udgå med en skade.

### Sacramento Kings
Den 8. februar 2022 blev Sabonis sammen med Justin Holiday og Jeremy Lamb traded til Sacramento Kings i bytte for Tyrese Haliburton, Buddy Hield og Tristan Thompson. Han etablerede sig med det samme i Sacramento, og i 2022-23 sæsonen blev han inkluderet på All-NBA Third Team for de 11-15 bedste spillere i ligaen.

## Landsholdskarriere
Sabonis repræsenterer Litauens landshold, og blev i 2015 den yngste spiller til at spille for Litauen nogensinde.